# Urs Schwaller

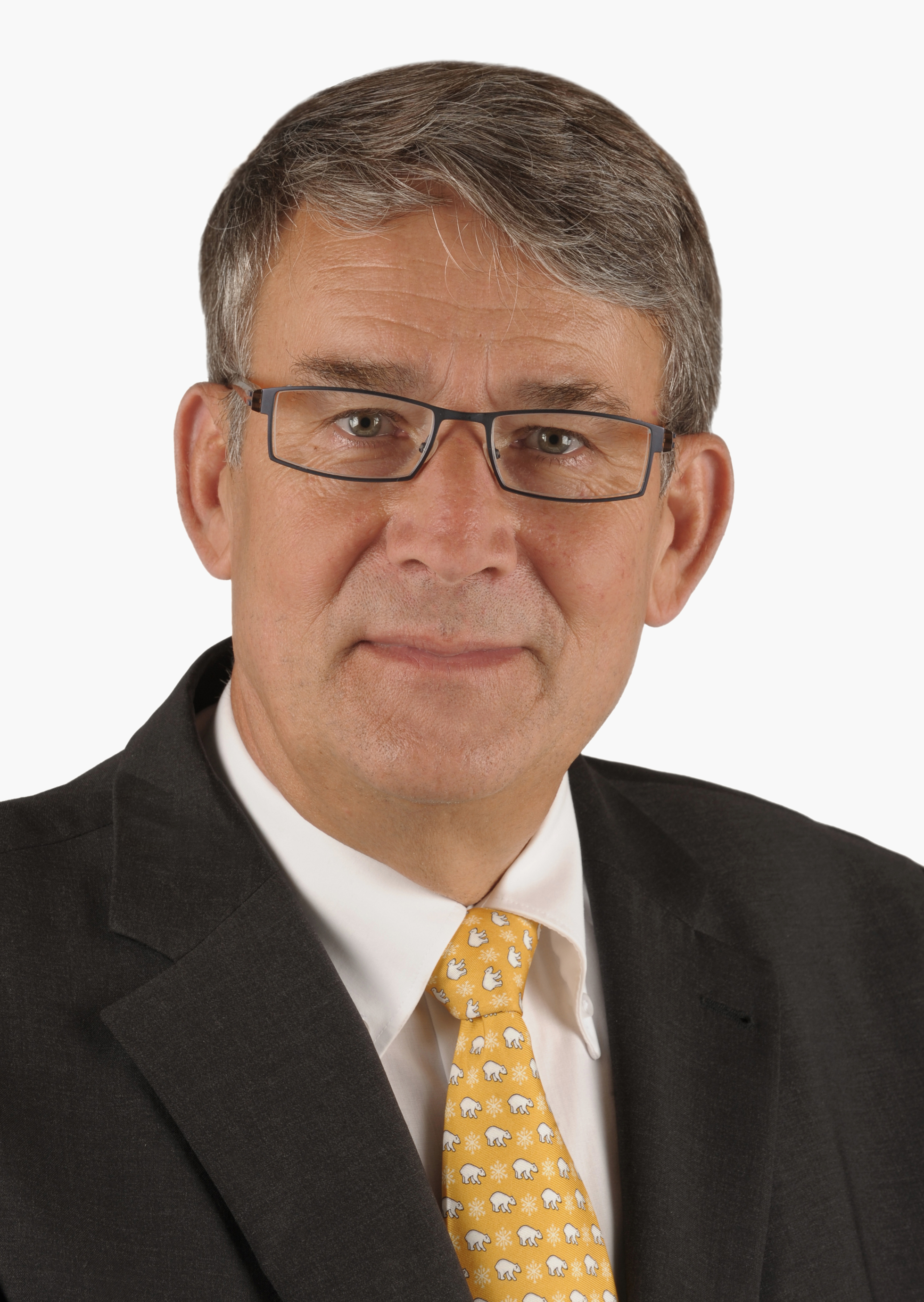
Urs Schwaller

Urs Schwaller (* 31. Oktober 1952 in Freiburg) ist ein Schweizer Politiker (CVP). Er war von 2003 bis 2015 Vertreter des Kantons Freiburg im Ständerat und von 2005 bis 2014 Präsident der CVP/EVP-Fraktion der Bundesversammlung. Von 2016 bis 2021 war er Verwaltungsratspräsident der Schweizerischen Post.

## Beruf und Privates
Schwaller ist Rechtsanwalt. Er war von April 2016 bis Ende November 2021 Verwaltungsratspräsident der Schweizerischen Post, Nachfolger wurde Christian Levrat. 
Er lebt in Tafers, ist verheiratet und Vater von drei Kindern.

## Politik
Urs Schwaller war von 1986 bis 1991 Oberamtmann des Sensebezirks. Von 1992 bis 2003 war Schwaller Freiburger Staatsrat, zuerst als Direktor des Innern und der Landwirtschaft, ab 1996 als Finanzdirektor. In den Wahlen des Jahres 2003 wurde Schwaller in den Schweizer Ständerat als Vertreter des Kantons Freiburg gewählt und in den Wahlen der Jahre 2007 und 2011 wiedergewählt; 2015 kandidierte er nicht mehr. Er war während seiner gesamten Amtszeit Mitglied der Finanzkommission und der Kommission für soziale Sicherheit und Gesundheit (Präsident 2007 bis 2009), seit 2007 sass er in der Finanzdelegation (Präsident 2011 bis 2012). Ausserdem war er von 2003 bis 2007 Mitglied der Sicherheitspolitischen Kommission und von 2011 bis 2015 Mitglied der Staatspolitischen Kommission.

### Position
Nach Smartvote ist Schwaller ein gemässigter, zurückhaltend konservativer Politiker. Der aussenpolitischen Öffnung der Schweiz und der wirtschaftlichen Liberalisierung steht er nicht ablehnend, aber kritisch gegenüber, vorsichtig zustimmend geht er Fragen des Umweltschutzes der Sozialpolitik und der gesellschaftlichen Liberalisierung an. Etwas deutlicher positioniert er sich für die Wahrung von Recht und Ordnung.

### Bundesratswahlen
Bei den Bundesratswahlen 2007 war er als möglicher Bundesratskandidat ins nationale Rampenlicht gerückt. Auch bei der Bundesratswahl 2009 ist sein Name wieder ins Spiel gebracht worden. Da er als Sensler aber deutschsprachiger Freiburger ist, wurde vor allem von der FDP bestritten, dass er den für die lateinische Schweiz geforderten Sitz adäquat besetzen könnte. Am 8. September 2009 wurde er von seiner Fraktion offiziell für den Bundesrat nominiert. Er unterlag im 4. Wahlgang Didier Burkhalter, nachdem er die ersten drei Wahlgänge führte. Schwaller bekam 106 von 239 gültigen Stimmen.